# Famille de Montfaucon
 (septembre 2019).
Si vous disposez d'ouvrages ou d'articles de référence ou si vous connaissez des sites web de qualité traitant du thème abordé ici, merci de compléter l'article en donnant les références utiles à sa vérifiabilité et en les liant à la section « Notes et références ».
Pour les articles homonymes, voir Montfaucon.
La maison de Montfaucon est une importante famille noble historique de seigneurs féodaux médiévaux du XIe siècle, avec pour fief d'origine la seigneurie de Montfaucon (Doubs) (à 10 km à l'est de Besançon), étendu avec le temps aux comté de Montbéliard, comté de Wurtemberg, puis duché de Wurtemberg.

## Histoire
La famille de Montfaucon portent le nom du château de Montfaucon et ils apparaissent dans la documentation médiévale à partir du milieu du XIe siècle.
Le premier membre connu semble Conon de Montfaucon (v1005-v1040) fondateur du château de Montfaucon, avec pour fief la seigneurie de Montfaucon (Doubs). Les seigneurs de Montfaucon sont vassaux du comté de Bourgogne (actuelle Franche-Comté) et dépendants de l'archidiocèse de Besançon.
Le seigneur Richard II de Montfaucon (?-1162) épouse la comtesse Sophie de Montbéliard (fille héritière du comte Thierry II de Montbéliard). Leur fils héritier Amédée II de Montfaucon (et ses descendants de la branche Montfaucon des comtes de Montbéliard) héritent des titres de seigneur de Montfaucon et de comte de Montbéliard.
Le comte Eberhard IV de Wurtemberg (1364-1417) épouse la comtesse héritière Henriette de Montbéliard. Leur fils héritier Louis IV de Wurtemberg et ses descendants de la branche des Wurtemberg-Montbéliard deviennent comtes de Montbéliard (liste des souverains de Wurtemberg, comtes de Montbéliard) jusqu'à la Révolution française.

## Famille homonyme
Il existe une autre famille de Montfaucon (Montfaulcon, Montfalcon, ou Monfaulcon) : la famille de Vissec des seigneurs de Vissec du château de Vissec dans le Gard (duché de Provence) de 1458 à 1762.

## Personnalités

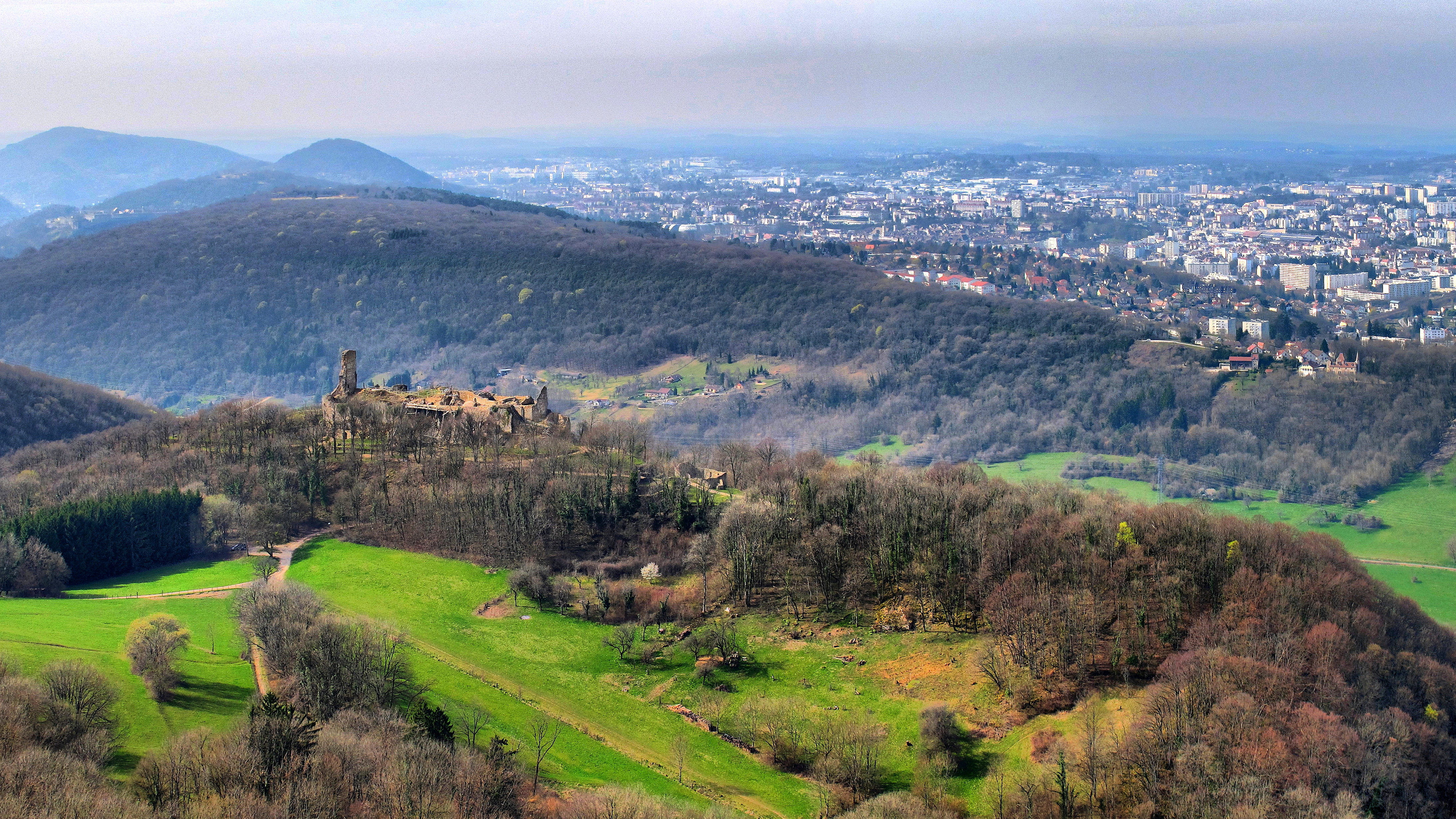
Ruines du château de Montfaucon du XIe siècle avec vue panoramique sur Besançon dans le Doubs

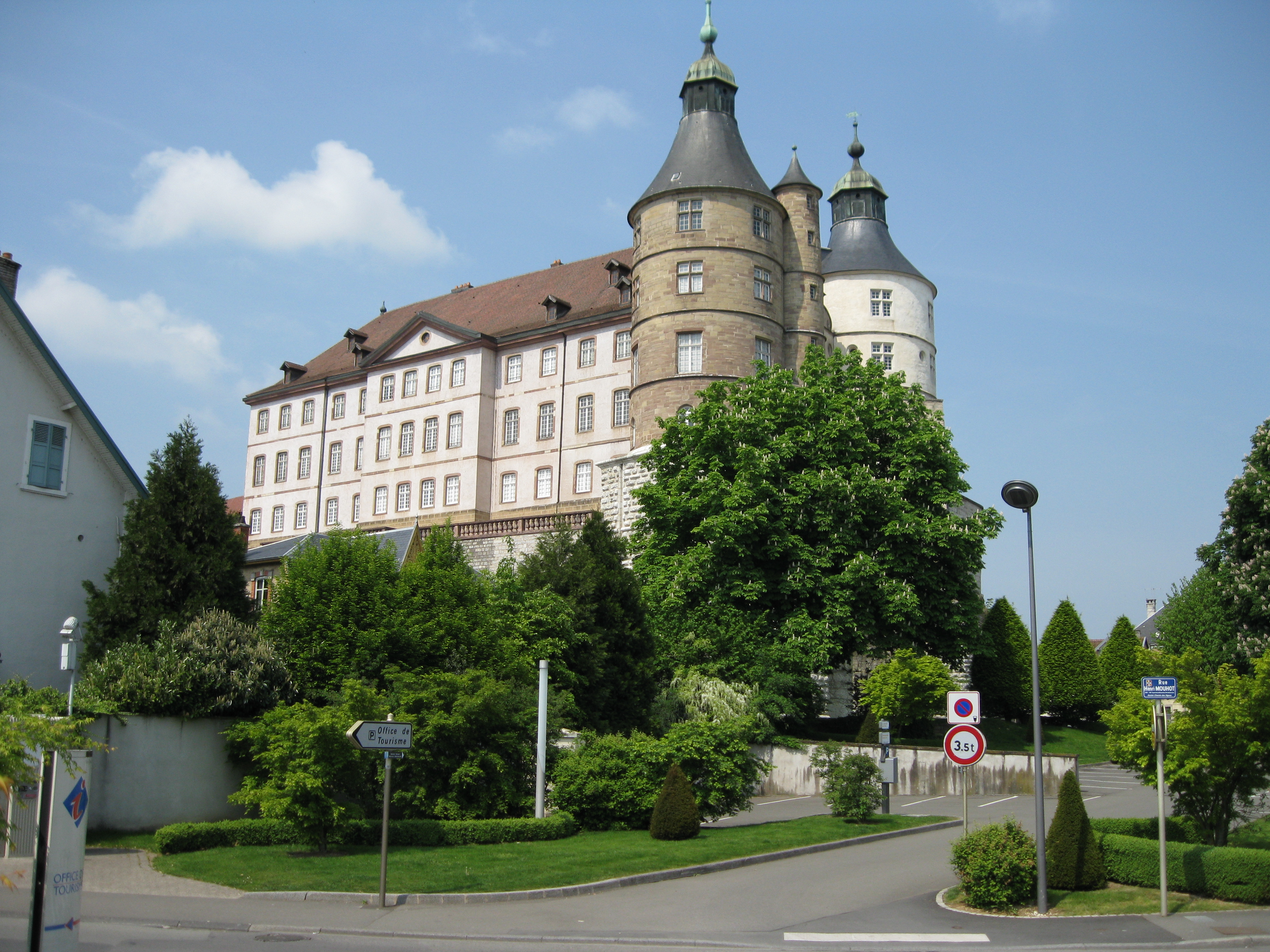
Château de Montbéliard du XIIIe siècle de la Principauté de Montbéliard

- Hugues II de Montfaucon (archevêque de Besançon de 1067 à 1085)
- Pierre de Montfaucon (vivant en 1307), bailli du Bugey ;
- Arthaud de Montfaucon (vivant en 1310), du Château de Cornillon (Bugey) de Saint-Rambert-en-Bugey.

## Possessions et fondations des seigneurs de Montfaucon
- Château de Montfaucon (XIe siècle)
- Abbaye de Lucelle (XIIe siècle) fondée en 1124 par les frères Hugues, Amédée et Richard II de Montfaucon.
- Château de Montbéliard (XIIIe siècle)

## Au cinéma
- Dans la série de films Les Visiteurs (série de films), de Jean-Marie Poiré, des années 1990 et années 2000, le comte Godefroy de Montmirail (1079-1142) (Godefroy Amaury De Malfète, comte de Montmirail, d’Apromont, et de Papimcourt dit « le Hardi ») est fils d’Aldebert de Malfète, et de Thibaude de Montfaucon (titres et personnages fictifs).